# Richard Tuercke

Richard Tuercke als Teutone in Jena, 1880

Richard Rudolf Adolf Louis Tuercke (* 5. Februar 1862 in Kleinbeusten, Rittergut Esack bei Seehausen (Altmark); † 12. Juli 1930 in Kassel) war ein deutscher Verwaltungsjurist.

## Leben
Tuercke studierte ab 1880 Rechtswissenschaften in Jena und Berlin, dann Landwirtschaft in Halle. Während seines Studiums wurde er 1880 Mitglied der Burschenschaft Teutonia Jena. 1883 wurde er Unteroffizier und Reserve-Feldwebel beim 1. Magdeburgischen Infanterieregiment Nr. 26. Am 1. April 1885 war er Leiter der Deputation der deutschen Burschenschaften, die Bismarck eine Adresse zu seinem 70. Geburtstag überreichte.
Nach dem ersten juristischen Staatsexamen leistete er sein Referendariat als Gerichtsreferendar in Cölleda, Halberstadt und Halle (Saale) sowie ab Mai 1887 als Regierungsreferendar in Magdeburg. Am 17. Mai 1890 bestand er in berlin die Staatsprüfung für den höheren Verwaltungsdienst und wurde anschließend Regierungsassessor am Landratsamt in Luckau. 1894 wurde er nach Merseburg zur dortigen Regierung versetzt, bevor er von 1899 bis 1921 Landrat des Kreises Rotenburg an der Fulda wurde. Er war Abgeordneter im Kommunallandtag und von 1904 bis 1920 im Preußischen Abgeordnetenhaus, für den Wahlkreis Kassel 6. Nachdem er zu Beginn keiner Fraktion angehört hatte, schloss er sich zwischen 1904 und 1918 der Konservativen Partei und dann bis 1920 der Deutschnationalen Volkspartei an. 1919 wurde er Geheimer Regierungsrat und zog 1922 nach Kassel. 1926 wurde er zum Oberregierungsrat befördert. Er wurde Hauptmann der Reserve. 1927 ging er in den Ruhestand. Er gehörte dem Vorstand des Stifts Rotenburg an.

## Ehrungen
- Preußische Verdienstmedaille
- Eisernes Kreuz II am weiß-schwarzen Bande